# Celestus warreni
Espèce
Statut de conservation UICN

 VU B1ab(iii) : Vulnérable
Synonymes
- Diploglossus warreni Schwartz, 1970

Celestus warreni est une espèce de sauriens de la famille des Diploglossidae.

## Répartition
Cette espèce est endémique d'Hispaniola.

## Étymologie
Cette espèce est nommée en l'honneur de C. Rhea Warren.

## Publication originale
- Schwartz, 1970 : A new species of large Diploglossus (Sauria: Anguidae) from Hispaniola. Proceedings of the Biological Society of Washington, vol. 82, p. 777-787 (texte intégral).